# Gare de Higashi-Nagasaki
La gare de Higashi-Nagasaki (東長崎駅, Higashi-Nagasaki-eki) est une gare ferroviaire de l'arrondissement de Toshima, à Tokyo au Japon. Elle est exploitée par la compagnie Seibu.

## Situation ferroviaire
La gare de Higashi-Nagasaki est située au point kilométrique (PK) 3,1 de la ligne Seibu Ikebukuro.

## Historique
La gare de Higashi-Nagasaki a été inaugurée le 15 avril 1915.

## Service des voyageurs

### Accueil
La gare dispose d'un bâtiment voyageurs, avec guichets, ouvert tous les jours.

### Desserte
- Ligne Seibu Ikebukuro :
  - voies 1 et 2 : direction Tokorozawa et Hannō
  - voies 3 et 4 : direction Ikebukuro